# Carl von Noorden (medico)
Karl Harko von Noorden (Bonn, 13 settembre 1858 – Vienna, 26 ottobre 1944) è stato un patologo tedesco.

## Biografia
Figlio di Carl von Noorden, nel 1885 fu ammesso come libero docente presso il centro medico dell'Università di Giessen, dove fu assistente nella clinica dal 1883. Nel 1889 divenne primo assistente della clinica medica dell'Università di Berlino, nel 1894 fu chiamato a Francoforte sul Meno come medico responsabile dell'ospedale municipale e nel 1906 fu nominato professore di medicina presso l'Università di Vienna come successore di Carl Nothnagel.
Von Noorden fece molte ricerche che coinvolsero l'albuminuria, i disturbi del metabolismo e il suo relativo trattamento, diabete, malattie ai reni, dietetica, e scrisse anche su questi argomenti. Tra i suoi assistenti vi fu lo psicologo austro-americano Rudolf von Urban.

## Opere principali
- "Metabolism and practical medicine", (3 volumi, 1907).
- "Clinical treatises on the pathology and therapy of disorders of metabolism and nutrition" (8 volumi, 1903-09); with Karl Franz Dapper; Hugo Salomon; Hermann Strauss.
- "New aspects of diabetes: pathology and treatment", 1912.[1]